# 大额牛
大额牛，又称独龙牛，是一种大型牛属动物，是印度野牛的驯化后裔，分布于印度东北部、孟加拉国、缅甸和中国云南。